# Djamila Silva
Djamila Correia Silva - (ur. 13 sierpnia 1996,  w Lizbonie) - pochodząca z Republiki Zielonego Przylądka judoczka, uczestniczka Letnich Igrzysk Olimpijskich 2024 w Paryżu. Chorąży reprezentacji Zielonego Przylądka na tych igrzyskach.
Pierwszy sportowy sukces osiągnęła w 2016 roku, zajmując drugie miejsce na Mistrzostwach Afryki U21, rozgrywanych w Casablance.
W 2021 roku zdobyła pierwszy medal seniorski - brązowy na Mistrzostwach Afryki w Judo w Dakarze w kategorii wagowej do 52 kg. W 2022 roku, na Mistrzostwach Afryki w Judo w Oranie zdobyła srebrny medal w kategorii wagowej do 52 kg. W 2023 roku zajęła na Mistrzostwach Afryki w Casablance piąte miejsce. W 2024 na Mistrzostwach Afryki w Kairze wywalczyła srebrny medal.
W 2024 roku wywalczyła awans na igrzyska z rankingu kontynentalnego . Na Igrzyskach Olimpijskich 2024 w Paryżu wystąpiła w kategorii do 52 kg. W pierwszej rundzie przegrała z Brazylijką Larissą Pimentą- brązową medalistką tych zawodów.
Djamila Silva również chorążym reprezentacji Zielonego Przylądka podczas ceremonii otwarcia igrzysk u boku boksera Davida de Piny.